# 山口敦史 (物理学者)
山口 敦史（やまぐち あつし、1963年10月30日 - ）は、日本の物理学者。金沢工業大学教授。半導体レーザーと化合物半導体材料の光物性を専門分野とする。

## 経歴
愛知県豊田市に生まれる。愛知県立岡崎北高等学校卒業。1986年3月、東京大学理学部物理学科卒業。1988年3月、同大学大学院理学系研究科物理学専門課程修士課程修了。1991年3月、同大学同研究科物理学専攻博士課程修了。
ERATO量子波プロジェクトの総括責任者だった榊裕之のもとで、1991年4月より新技術開発事業団（現・科学技術振興機構）に研究員として勤務。1993年9月、同事業団を退職。同年10月、NECに入社。ブルーレイのための青色レーザーの開発に従事する。1999年9月、碓井彰、砂川晴夫、酒井朗とともに応用物理学会賞A「論文賞」を受賞した。同社の光・無線デバイス研究所のチーム・リーダーに就くも、管理職の仕事に疑問を感じ転職を考える。
2003年9月、財団法人稲盛財団の学術部に入る。2004年、学術部部長に就任。京都賞（賞金5,000万円）の準備に従事。賞には芸術部門もあったため、哲学、現代音楽、現代美術などの分野も担当したという。
2005年10月、科学技術振興機構に戻り、ERATO上田マクロ量子制御プロジェクト技術参事となる。
2006年10月、金沢工業大学教授に就任。現在、工学部電気電子工学科の研究室で「光る半導体」を極低温下で分析し、緑色半導体レーザーや白色LEDなどの新しい素子構造を探究している。